# Last Summer (romance)
Last Summer (Brasil: Último Verão / Portugal: No Último Verão) é um romance de Evan Hunter que deu origem ao filme de mesmo título.

## Sequência
A sequência da obra, intitulada Come Winter (na tradução brasileira, A Ilha de Gelo), foi escrita por Evan Hunter em 1973. Hunter chegou a trabalhar no roteiro de Come Winter para cinema, mas o filme não chegou a ser produzido.